# خلیج موبیل

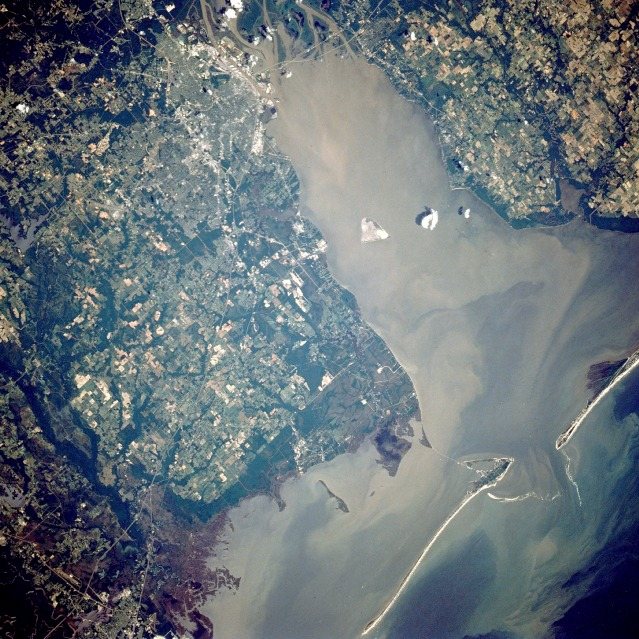
نمای هوایی از خلیج موبیل درون ایالت آلابامای - ۲۰۰۶

خلیج موبیل (به انگلیسی: Mobile Bay) یک خلیجک از خلیج مکزیک است که درون ایالت آلابامای ایالات متحده آمریکا قرار گرفته‌است. یک جزیره سدی در سمت غرب آن قرار دارد. رود موبیل و تنسا به انتهای شمالی خلیج می‌ریزد و به نوعی آن را پای‌رود می‌کند. رودهای کوچکتر نیز به این خلیج می‌ریزند مانند رود داگ، رود دیر و رود فاول که به بخش غربی می‌ریزد. فیش ریور نیز در بخش شرقی قرار دارد. خلیج موبیل ۱۸۰۰ متر مکعب آب را در ثانیه جابجا می‌کند.
خلیج موبیل در ۱۰۷۰ کیلومتر مربع گسترده شده که درازای آن در بیشتر حالت ۵۰ کیلومتر و پهنای آن ۳۹ کیلومتر است. گودترین بخش آن ۲۳ متر عمق دارد اما متوسط عمق آن ۳ متر است.

## بلایای طبیعی
این منطقه توفندهای گوناگونی را تجربه کرده‌است که می‌توان به توفند فردریک در ۱۹۷۹ و کاترینا در ۲۰۰۵ اشاره کرد. مناطق با کم ارتفاع و همچنین مناطق تجاری شهر بارها دچار سیل شدند.